# Brad Mehldau Trio Live
Albums de Brad Mehldau
House on Hill
(2006) Highway Rider
(2010)
Brad Mehldau Trio Live est un double album en trio du pianiste de jazz américain Brad Mehldau sorti en 2008 chez Nonesuch Records. Il a été enregistré live au Village Vanguard en 2006. C'est le deuxième album du trio formé avec Larry Grenadier et Jeff Ballard.

## Liste des pistes
Disque 1
| No | Titre                   | Musique        | Durée |
| -- | ----------------------- | -------------- | ----- |
| 1. | Introduction            |                | 0:15  |
| 2. | Wonderwall              | Noel Gallagher | 8:44  |
| 3. | Ruby's Rub              | Brad Mehldau   | 13:08 |
| 4. | O Que Sera              | Chico Buarque  | 10:38 |
| 5. | B-Flat Waltz            | Brad Mehldau   | 9:11  |
| 6. | Black Hole Sun          | Chris Cornell  | 21:31 |
| 7. | The Very Thought of You | Ray Noble      | 13:04 |

Disque 2
| No | Titre              | Musique                      | Durée |
| -- | ------------------ | ---------------------------- | ----- |
| 1. | Buddha Realm       | Brad Mehldau                 | 12:00 |
| 2. | Fit Cat            | Brad Mehldau                 | 10:40 |
| 3. | Secret Beach       | Brad Mehldau                 | 11:36 |
| 4. | C.T.A.             | Jimmy Heath                  | 16:16 |
| 5. | More Than You Know | B. Rose/E. Eliscu/V. Youmans | 12:09 |
| 6. | Countdown          | John Coltrane                | 14:57 |

## Personnel
- Brad Mehldau - piano
- Larry Grenadier -  contrebasse
- Jeff Ballard -  batterie